# Дибров, Кирилл Селиверстович
Кирилл Селиверстович Дибров (1914—1980) — участник Великой Отечественной войны, командир стрелкового взвода 393-го отдельного батальона морской пехоты (Черноморский флот), младший лейтенант, Герой Советского Союза (1944).

## Биография
Родился 15 июля 1914 года в селе Мурафа (ныне Краснокутского района Харьковской области Украины).
Рано лишившись родителей, воспитывался в детском доме. Окончил 4 класса начальной школы и работал у кулаков в селе, затем на заводе в Харькове и на рыбных промыслах Чёрного моря — мастером на плавбазе «Азчергосрыбтрест» города Ростова-на-Дону.
В 1935 году Керченским горвоенкоматом был призван в ряды Красной Армии и направлен на Тихоокеанский флот, в строительные части. На флоте стал комсомольцем и членом КПСС (1940). После демобилизации из рядов Тихоокеанского флота в декабре 1940 года работал некоторое время в Хасанском районе Приморского края. Накануне Великой Отечественной войны выехал в Харьков.
17 сентября 1941 года добровольно встал в ряды защитников Родины и был направлен в Новороссийскую военно-морскую базу. Всю войну воевал в частях морской пехоты Черноморского флота. Воевал под Феодосией, Керчью, Новороссийском и в других районах Крыма и Кавказа.
В ночь с 9 на 10 сентября 1943 года Дибров вместе с 393-м батальоном высаживается в порт Новороссийск. Являясь в это время командиром отделения автоматчиков, он высаживается на причал и идет на штурм огневой точки, мешавшей высадке роты. Далее Дибров бросился на штурм железнодорожного вокзала города:

«… В кровопролитных боях за удержание железнодорожного вокзала т. Дибров проявил героизм, хладнокровие, мужество. 10 сентября 1943 года противник в количестве до 300 гитлеровцев 6 раз ходил в атаку на группу т. Диброва, состоящую из 20 человек. Моряки подпускали их на близкую дистанцию, расстреливали в упор и забрасывали гранатами. Все атаки врага захлебывались, только убитыми противник оставил до 200 гитлеровцев.
За период десантной операции в Новороссийске т. Дибров с группой уничтожил до 250 фрицев. Командование наградило т. Диброва вторым орденом Красного Знамени».
(Из боевой характеристики на Диброва Кирилла Селиверстовича, составленной в 393-м отдельном батальоне морской пехоты.)

Командир стрелкового взвода младший лейтенант Кирилл Дибров в ночь на 23 января 1944 года в составе десанта высадился в районе города Керчь (Крым). В уличных боях за город вверенный Диброву взвод уничтожил 13 огневых точек, 75-миллиметровую батарею, миномётную батарею, две противокатерные батареи и до двух рот противника. Во время этого штурма Дибров был ранен, но не ушёл с поля боя, и продолжал вести вперед своих воинов.
С 1946 года лейтенант Дибров К. С. — в запасе. Работал мастером Адлерского рыбного завода города Сочи Краснодарского края.
Умер 20 марта 1980 года. Похоронен в городе Сочи.

## Награды
- Указом Президиума Верховного Совета СССР от 31 мая 1944 года за образцовое выполнение боевых заданий командования на фронте борьбы с немецко-фашистским захватчиками и проявленные при этом мужество и героизм младшему лейтенанту Диброву Кириллу Селиверстовичу присвоено звание Героя Советского Союза с вручением ордена Ленина и медали «Золотая Звезда» (№ 3791).
- Награждён также двумя орденами Красного Знамени, орденом Красной Звезды и медалями.

## Память
- В канун празднования 63-й годовщины Победы в память о героических событиях и людях, внёсших неоценимый вклад в разгром фашистских оккупантов, в центре Адлера открылась обновленная экспозиция «Аллея воинской славы», посвящённая воинам-адлеровцам[2].